# 파비안 루스텐베르거
파비안 루스텐베르거(파비안 루스텐베르거), 1988년 5월 2일 ~ )는 스위스의 축구 선수로, 현 소속팀은 BSC 영 보이스이다.